# Koláre
Koláre é um município da Eslováquia, situado no distrito de Veľký Krtíš, na região de Banská Bystrica. Tem 5,31 km² de área e sua população em 2018 foi estimada em 245 habitantes.

## Demografia
| Ano:        | 1994 | 2004   | 2014    | 2024   |
| ----------- | ---- | ------ | ------- | ------ |
| Broj ljudi: | 325  | 307    | 262     | 240    |
| Razlika:    |      | -5,53% | -14,65% | -8,39% |

| Ano:               | 2023 | 2024   |
| ------------------ | ---- | ------ |
| Número de pessoas: | 241  | 240    |
| Diferença:         |      | -0,41% |